# آرثر بانش
آرثر بانش (بالإنجليزية: Arthur Bunch)‏ هو لاعب كرة قدم جنوب أفريقي، ولد في 30 سبتمبر 1909 في بلومفونتين في جنوب أفريقيا، وتوفي في 1973. لعب مع نادي ألدرشوت.